# Фумінь
25°13′19″ пн. ш. 102°29′50″ сх. д. / 25.22198° пн. ш. 102.49716° сх. д.
Фумінь (кит. 富民县, пін. Fùmín Xiàn) — один із повітів КНР у складі префектури Куньмін, провінція Юньнань. Адміністративний центр — містечко Юндін.

## Географія
Фумінь розташовується на півночі Юньнань-Гуйчжоуського плато, лежить на річці Пуду (басейн Янцзи).

### Клімат
Повіт знаходиться у зоні, котра характеризується океанічним кліматом субтропічних нагір'їв. Найтепліший місяць — липень із середньою температурою 21,4 °C. Найхолодніший місяць — січень, із середньою температурою 8,6 °С.
| Клімат повіту Фумінь    | Клімат повіту Фумінь | Клімат повіту Фумінь | Клімат повіту Фумінь | Клімат повіту Фумінь | Клімат повіту Фумінь | Клімат повіту Фумінь | Клімат повіту Фумінь | Клімат повіту Фумінь | Клімат повіту Фумінь | Клімат повіту Фумінь | Клімат повіту Фумінь | Клімат повіту Фумінь | Клімат повіту Фумінь |
| Показник                | Січ.                 | Лют.                 | Бер.                 | Квіт.                | Трав.                | Черв.                | Лип.                 | Серп.                | Вер.                 | Жовт.                | Лист.                | Груд.                | Рік                  |
| Середній максимум, °C   | 17,7                 | 19,8                 | 23                   | 26                   | 26,7                 | 26,7                 | 26,5                 | 26,7                 | 25,1                 | 23                   | 20,2                 | 17,4                 | 23,2                 |
| Середня температура, °C | 8,6                  | 10,7                 | 14,3                 | 17,9                 | 20,5                 | 21,4                 | 21,1                 | 20,4                 | 19,0                 | 16,7                 | 12,2                 | 8,6                  | 16                   |
| Середній мінімум, °C    | 1,5                  | 3,1                  | 6,4                  | 10,4                 | 15,2                 | 17,7                 | 17,7                 | 16,8                 | 15,2                 | 12,7                 | 6,9                  | 2,5                  | 10,5                 |
| Норма опадів, мм        | 15.2                 | 14.6                 | 19.0                 | 24.9                 | 80.4                 | 164.0                | 169.6                | 161.4                | 102.0                | 69.8                 | 31.0                 | 11.6                 | 863.5                |
| Вологість повітря, %    | 68                   | 61                   | 56                   | 56                   | 63                   | 76                   | 82                   | 84                   | 81                   | 79                   | 76                   | 74                   | 65.8                 |
| ----------------------- | -------------------- | -------------------- | -------------------- | -------------------- | -------------------- | -------------------- | -------------------- | -------------------- | -------------------- | -------------------- | -------------------- | -------------------- | -------------------- |
| Джерело: data.cma.cn    |                      |                      |                      |                      |                      |                      |                      |                      |                      |                      |                      |                      |                      |